# Belenois thysa
Belenois thysa (tên tiếng Anh: False Dotted Border) là một loài bướm ngày thuộc họ Bướm xanh. Nó được tìm thấy ở Châu Phi.
Sải cánh dài 45–60 mm đối với con đực và 48–62 mm đối với con cái. Con trưởng thành bay quanh năm ở các vùng khí hậu ấm áp.
Ấu trùng ăn các loài Capparis và Maerua racemulosa.

## Phụ loài
- Belenois thysa thysa (Nam Phi, Mozambique, Zimbabwe, Zambia, Malawi, Tanzania và bờ biển của Kenya)
- Belenois thysa tricolor Talbot, 1943 (Ethiopia)
- Belenois thysa meldolae Butler, 1872 (Angola, miền nam Zaire tới Uganda, miền tây Kenya, miền nam Sudan)

## Hình ảnh

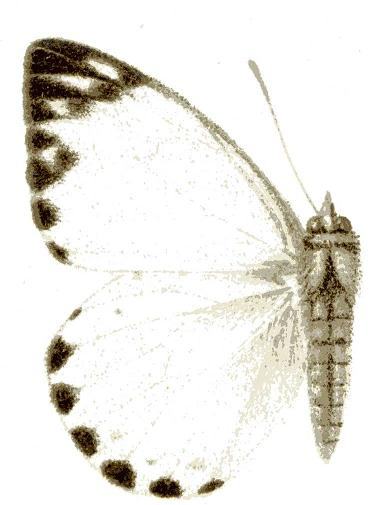
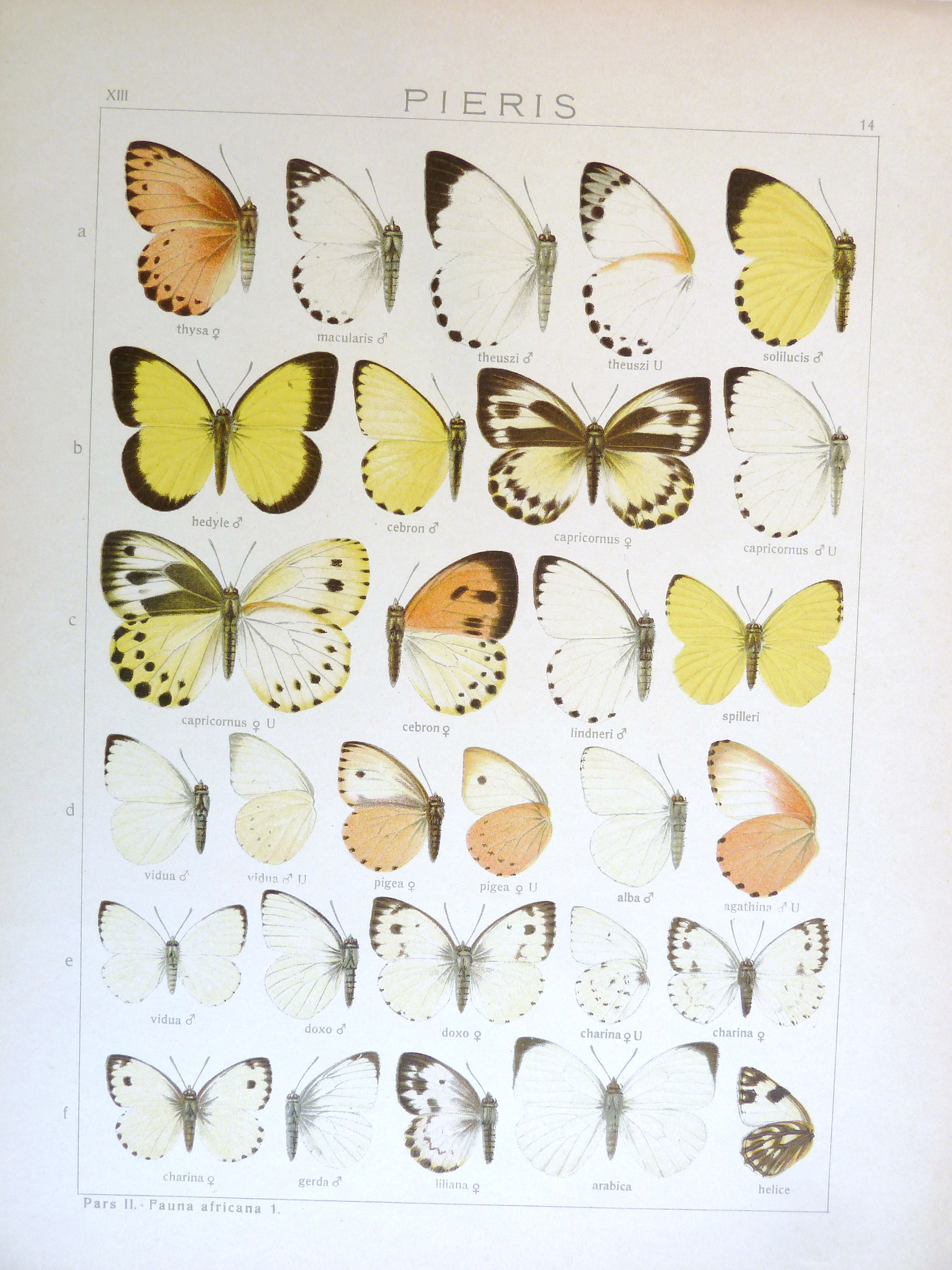